# Limnephilus aistleitneri
Limnephilus aistleitneri är en nattsländeart som beskrevs av Malicky 1986. Limnephilus aistleitneri ingår i släktet Limnephilus och familjen husmasknattsländor. Inga underarter finns listade i Catalogue of Life.